# Scala (club)

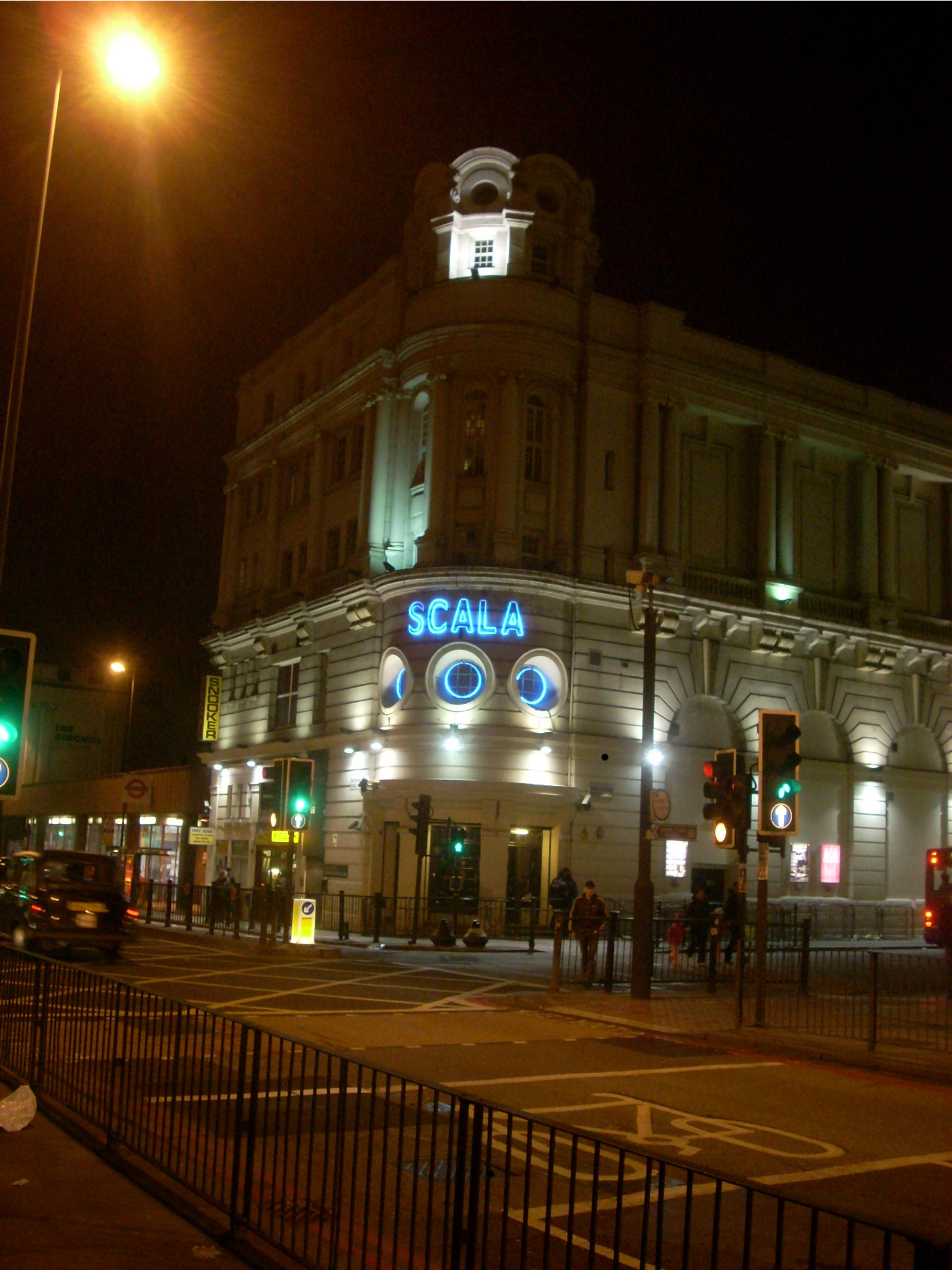
Imagen del club Scala en Londres.

El Scala es un club nocturno de Londres, Inglaterra situado cerca de la estación de metro Kings Cross.
En un principio debía ser una sala de cine construida por H. Courtney Constantine, pero las obras fueron interrumpidas por la I Guerra Mundial y durante un tiempo, el edificio sirvió como fabrica de aparatos aéreos y una agencia de trabajo para las tropas hasta 1920, año en que fue inaugurado como King's Cross Cinema. A lo largo de los años, varios propietarios se hicieron dueños del local y se produjo cambios en cuanto al nombre del edificio, sala de arte y proyección de cine erótico durante 70 años.
En verano de 1972, el Scala (entonces conocido como King's Cross Cinema) fue la sede del concierto de la banda Iggy & The Stooges, los cuales estaban en Londres grabando su álbum: Raw Power.
Como alternativa al Teatro Nacional Cinematográfico, el Scala Film Club (nombre basado en el local Scala House de Tottenham Street) fue traspasado en 1981. No obstante, cuando proyectaron la película de Stanley Kubrick: La naranja mecánica, este exigió a la Warner Bros. una demanda por los derechos de copyright que ganó. Debido al pleito, el local cerró las puertas en 1993 al borde de la quiebra hasta que en 1999 volvió a abrir tras ser rehabilitado con nuevos escenarios de pista de baile y de DJ's.
En la actualidad, el local acoge varios espectáculos eclécticos nocturnos y conciertos musicales de grupos y cantantes. El club también acoge festivales para los representantes británicos que participen el Reino Unido en el Festival de Eurovisión con el objetivo de promocionar el tema elegido para que los británicos le voten.